# Branko Gradišnik
Branko Gradišnik [bránko gradíšnik], slovenski pisatelj, kolumnist in prevajalec, * 7. januar 1951, Ljubljana.

## Življenje
Je mlajši od dveh sinov književnika Janeza Gradišnika, brat prevajalca Bogdana Gradišnika, oče hčere in sina iz prvega zakona ter oče raznospolnih dvojčkov iz drugega zakona z ženo diplomatko. Živeli so – z vmesnimi  premori v domovini – štiri leta v Zagrebu, dve leti na Portugalskem in štiri leta na Slovaškem. 
Gimnazijo je obiskoval v Ljubljani, na Filozofski fakulteti Univerze v Ljubljani je diplomiral iz umetnostne zgodovine in sociologije; na angleški univerzi v Lancastru je magistriral iz kreativnega pisanja. Za udeležence samopomočnih skupin je v okviru andragoško terapevtske skupnosti za zdravljenje od odvisnosti pri Janezu Ruglju proti koncu 1980. let vodil kreatoterapevtske tečaje.
Redno zaposlen je bil v 1980. letih dve leti kot urednik leposlovnega programa pri založbi Kmečki glas in tri mesece kot pomočnik glavnega urednika Frančka Rudolfa na Radiu Slovenija. Preostala leta do upokojitve je preživel v svobodnem poklicu.
Med pandemijo koronavirusne bolezni v Sloveniji in rusko-ukrajinsko vojno je po mnenju Mihe Mazzinija »postal eden od najglasnejših privržencev teorij zarote«. V oddaji Politično s Tanjo Gobec na RTV je ljudi, ki so se cepili označil za »hlapce«. Sam se opisuje kot »paranoik s pridržkom«, ki naj bi »svaril pred zarotami«, kakršna je npr. koncept »novega svetovnega reda«, totalitarne ureditve sveta, ki jo anticipirajo distopični romani in filmi.
Na evropskih volitvah 2024 je kandidiral na zadnjem mestu liste Državljanskega gibanja Resni.ca. Na volitvah 9. junija stranki ni uspel preboj v Evropski parlament, Gradišnik pa je dobil 285 preferenčnih glasov volivcev.

## Publicistika, kolumne in prevajanje
Poznan je predvsem po humornih kolumnah v Sobotni prilogi Dela (Iz žaklja za Oraklja; Prav nič zaupno; Pisma iz zmajskega mesta) in v Dnevnikovem Objektivu. Svoja potovanja in bivanja popisuje v seriji šaljivih potopisov ali topografij pod znamko "Strogo zaupno": npr. Strogo zaupno na Irskem; Strogo zaupno po Siciliji; Strogo zaupno o Sloveniji, Strogo zaupno na Portugalskem. Izšla sta dva knjižna izbora kolumen, in sicer Leta sedmih skomin (1997) in Orakelj: Branko Gradišnik & drugi primeri (2001). 
V 1990. letih je za Slovenske novice pisal rubriko o "razvedrilnem hazardu"; iz tega je zrasla knjiga Igre: volčje in ovčje: Priročnik za hazarderje in proti njim (1993). 
V 2000. letih je pisal psihološke nasvete za bralke slovenske izdaje revije Elle. Izbori teh in drugih psihoterapevtskih dopisovanj z ljudmi v psihični zadregi ali stiski so izšli v štirih knjigah (gl. spodaj). 
Med pomembnimi avtorji, ki jih je prevajal, so Charles Dickens, Gilbert Keith Chesterton, James M. Caine, Jerome K. Jerome, Richard Adams, Kurt Vonnegut, James Dickey, Mark Twain, William Golding, Vladimir Nabokov, Ralph Ellison, Anthony Burgess, DBC Pierre, J. R. R. Tolkien in George R. R. Martin. O svojem prevodu (in izvirniku) Tolkienovega dela Gospodar prstanov je objavil Leksikon Gospodarja prstanov od A do Ž.
Objavil je približno 30 prevodov strokovne psihološke literature, mdr. Winnicotta, Erika Eriksona, Szasza, Horneyjevo, Storra, Nancy McWilliams.

## Leposlovna dela
Kot pisatelj je začel s kratko prozo (Čas) in znanstvenofantastičnimi besedili (Mavrična krila), nadaljeval pa z inovativnima metafikcijskima zbirkama Zemlja zemlja zemlja (1982) in Mistifikcije (1987). Vendar se je izmišljanju kmalu odrekel in si zadal kot cilj pisati neizmišljena besedila. To smer je pozneje krstil za rekonstruktivizem. Žanrsko se je s tem vse bolj omejeval na potopise, dnevnike, esejistiko, observacije, vse skupaj na humoren način. 
Z Emilom Filipčičem je pod skupnim psevdonimom Jožef Paganel še kot najstnik napisal humoristično satirični roman Kerubini, ki je izšel precej po nastanku (1979). 
Napisal je scenarija za filma Leta odločitve in Nekdo drug (oboje režiral Boštjan Vrhovec). Scenarija je pozneje razširil v "rodbinski roman" Leta in v psihološko kriminalko Nekdo drug. Dialogi v slednji so pisani v narečju, predvsem ljubljanščini. 
Leta 2006 je objavil soavtorski roman Kodrlajsasti piton, pisan po predlogi Marka Ješeta, leto zatem pa obsežen, po osebnem dnevniku fikcionaliziran roman v treh delih Roka voda kamen. 

### Leposlovje in polliterarni žanri
- 2024 O dveh podvrstah človeka. Založba Sanje, zbirka Iskra
- 2024 Tisoč in nobena noč: Strogo zaupno na Kubi. Založba Pivec
- 2022 Kraljestvo za šotor ali Strogo zaupno na Korziki. Založba Pivec
- 2022 V raj in nazaj: Svobodoupno v Provansi in Languedocu. Založba Sanje
- 2021 Če zdaj doma na zofi kdaj: Strogo zaupno po Lake Districtu. Založba Pivec (COBISS)
- 2021 Beseda je konj: Galopera v treh dejanjih z uverturo, tremi intermezzi in finalom
- 2020 Kaj? Kje? Kdaj? Kako? S čim? Zakaj? Kdo?: Kriminalistovi spomini (v soavtorstvu z Edom Posego)
- 2020 Mi mlajši logarji: Strogo zaupno po Poldivjem Zahodu (potopis iz serije Strogo zaupno z Brankom)
- 2020 Kronika koker koronika: Za vas, ki ste raje anekdotično živi kot znanstveno mrtvi
- 2020 Iskanje srečnega razmerja: Vadnica in vodnik v ljubezni za oba spola (v soavtorstvu z ženo Bernardo)
- 2018 Julij avgusta: Strogo zaupno po Zakavkazju (potopis iz serije Strogo zaupno z Brankom)
- 2018 Iskanje izgubljenega zdravja: Za vse, ki bi se radi ognili belih halj, belih receptov, belih laži, bele žene in črnih misli
- 2017 Evolucija za rejce ljubiteljev malih živali
- 2015 Zgodba Ljubljanskega maratona (v soavtorstvu z Marjanom Žiberno)
- 2014 En kuža v Lizboni, da o ljudeh ne govorimo (Strogo zaupno na Portugalskem)
- 2008 V senci pod zelenim zmajem: Velika Ljubljana za popotnike, prešernovce ino Hrovate
- 2007 Roka, voda, kamen: Roman v treh letih, Prvo leto: 1990 in nazaj; Drugo leto: 1991; Tretje leto: 1992 in naprej
- 2006 Strogo zaupno o Sloveniji: Polihisterični blefsikon (v dveh knjigah: Glava vojvodine Kranjske, Rep vojvodine Kranjske)
- 2006 Kodrlajsasti piton: Roman o narkomanskem življenju (skupaj z Markom Ješetom)
- 2004 Strogo zaupno po Siciliji
- 2001 Orakelj: Branko Gradišnik & drugi primeri
- 1997 Leta sedmih skomin
- 1996 Strogo zaupno na Irskem
- 1993 Igre: volčje in ovčje: Priročnik za hazarderje in proti njim
- 1990 Nekdo drug (s samostojnim neliterarnim dodatkom Nekaj drugega)
- 1987 Mistifikcije; Izbor prezrte proze
- 1985 Leta
- 1981 Zemlja zemlja zemlja
- 1978 Mavrična krila (le nekaj zgodb v tej antologiji slovenske ZF)
- 1977 Čas
- 1973 Kerubini (izšli 1979)

### Psihološki priročniki (korespondence)
- 2016 Zmuzljivi primer Viktorja Zamude
- 2013 Med tvojim kladivom in nakovalom
- 2010 Sreča za 2: Nadaljnja pisma iz moje svetovalnice
- 2009 (z letnico izida 2010) Sreča: Pisma iz moje svetovalnice| [icon] | Ta razdelek potrebuje razširitev. Pomagajte Wikipediji in ga razširite. (mesec ni naveden ) |

## Nagrade in priznanja
- 1982 nagrada Prešernovega sklada za zbirko zgodb Zemlja zemlja zemlja
- 1984 puljska Zlata arena za scenarij filma Leta odločitve
- 2012 Njegova zgodba Memorinth je bila uvrščena v zbornik Best European Fiction 2012 (Dalkey Archive Press) po izboru A. Hemona.
- 2012 Sovretova nagrada za prevod Bledega ognja Vladimirja Nabokova[6]
- 2017 Jermanova nagrada za najboljši humanistični prevod leta za prevod knjige Psihoanalitična diagnostika: Razumevanje osebnostne zgradbe skozi klinični proces Nancy McWilliams[7]
- 2019 v ožjem izboru nominirancev za "bodečo nežo", ki jo podeljuje anonimni gremij za najbolj seksistično izjavo leta[8]